# عضلة ضرسية لامية
العَضَلَةُ الضِّرْسِيَّةُ اللَّامِيَّة أو العضلة الفكية اللامية(بالإنجليزية: mylohyoid muscle)‏، هي عضلة ثنائية تمتد من الفك السفلي إلى العظم اللامي، وتشكّل أرضية التجويف الفموي. سميّت بالضرسية نسبةً إلى موضِع ارتكازها بالقرب من الضروس. تُشتق العضلة الضرسية اللامية من الأديم المتوسط أثناء التكّون الجنيني، تحديداً من القوس البلعومي الأول.

## الوظيفة
ترفع العضلة الضرسية اللامية اللسان و العظم الامي، وهذا مهم أثناء البلع والتحدث بشكل خاص. بدلاً من ذلك، إذا تم استخدام عضلات أخرى للحفاظ على ثبات العظم اللامي في موضعه، ستخفّض العضلة الضرسية اللامية الفك السفلي. كما تعمل بمثابة تعزيز لأرضية الفم.

## الأهمية الإكلينكية
قد يتم تصوير العضلة الضرسية اللامية بواسطة الأشعة المقطعية أو بالرنين المغناطيسي. تفصل العضلة التجويف تحت الفك السفلي من الأسفل عن التجويف تحت اللساني من الأعلى. يتصل التجويفان عبر الحدود الخلفية للعضلة. يمكن ان تنتشر العدوى عبر هذا الاتصال، وتحديداً العدوى السنية قد تنتقل من مكان إلى آخر أو تخترق بصورة أخرى العضلة التي تُعتبر حاجزاً ضعيفاً أمام العدوى. نظرًا لارتباط العضلة الضرسية اللامية بشكل أكبر بالجزء الخلفي من الفك السفلي، فإن الأسنان المصابة بالعدوى تكون أكثر احتمالًا لتصريفها إلى حيز الفك السفلي، ومن المرجح أن تصريف الأسنان الأمامية المصابة يذهب إلى حيز تحت اللسان. لأن رأس الأسنان غالباً ما يقع تحت وفوق مستوى العضلة الضرسية اللامية.

## معرض الصور

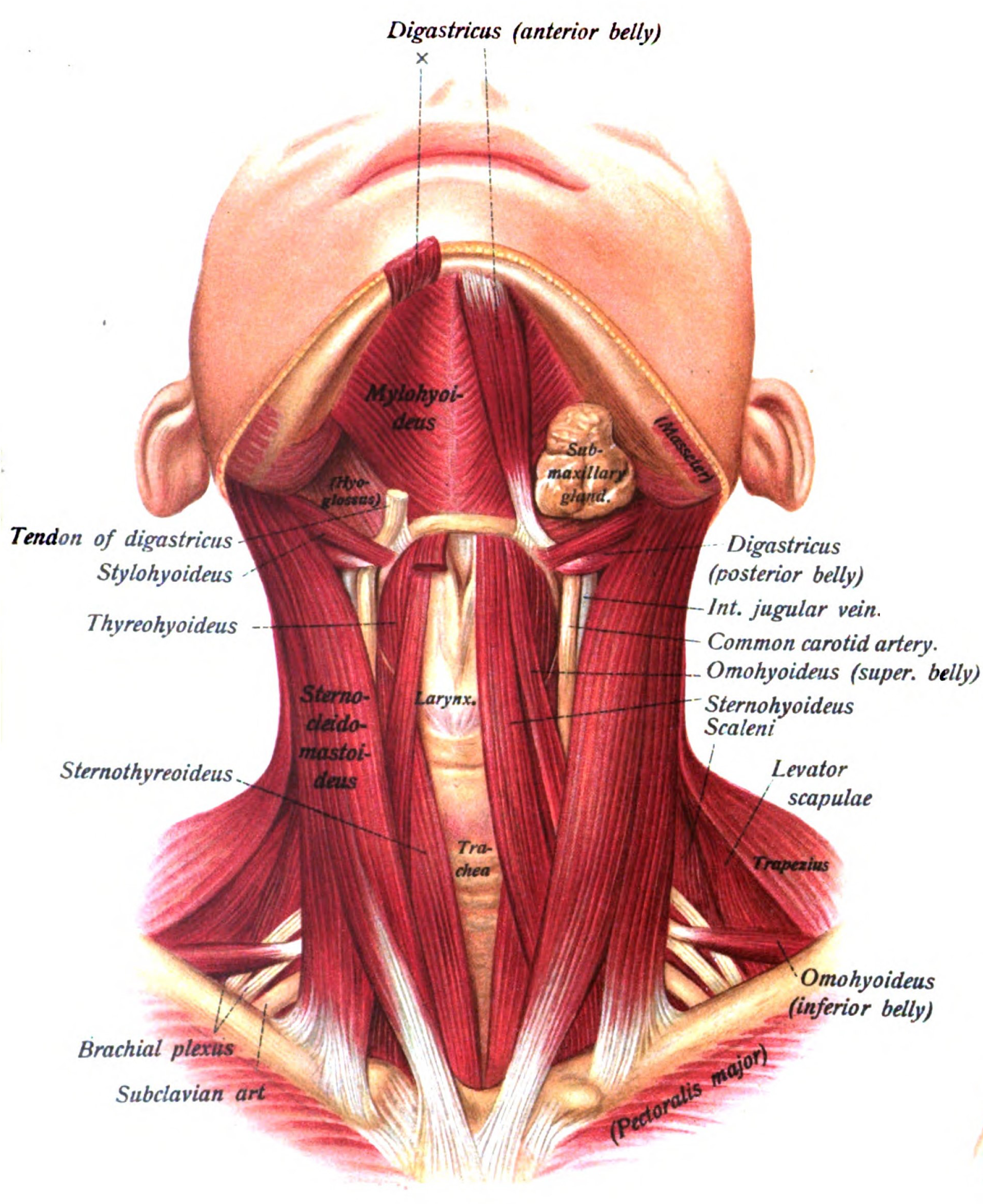
منظر أمامي
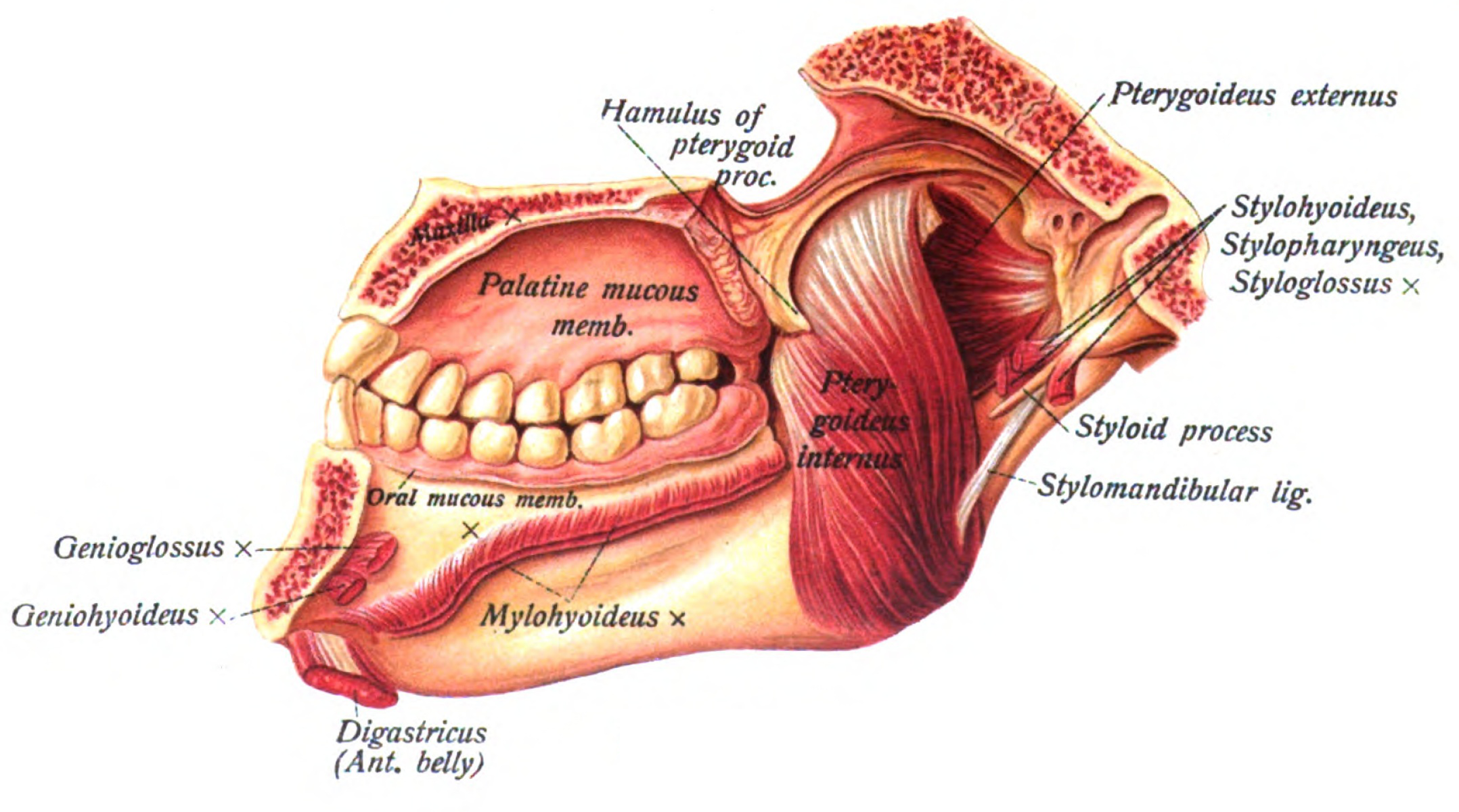
منظر من الوسط
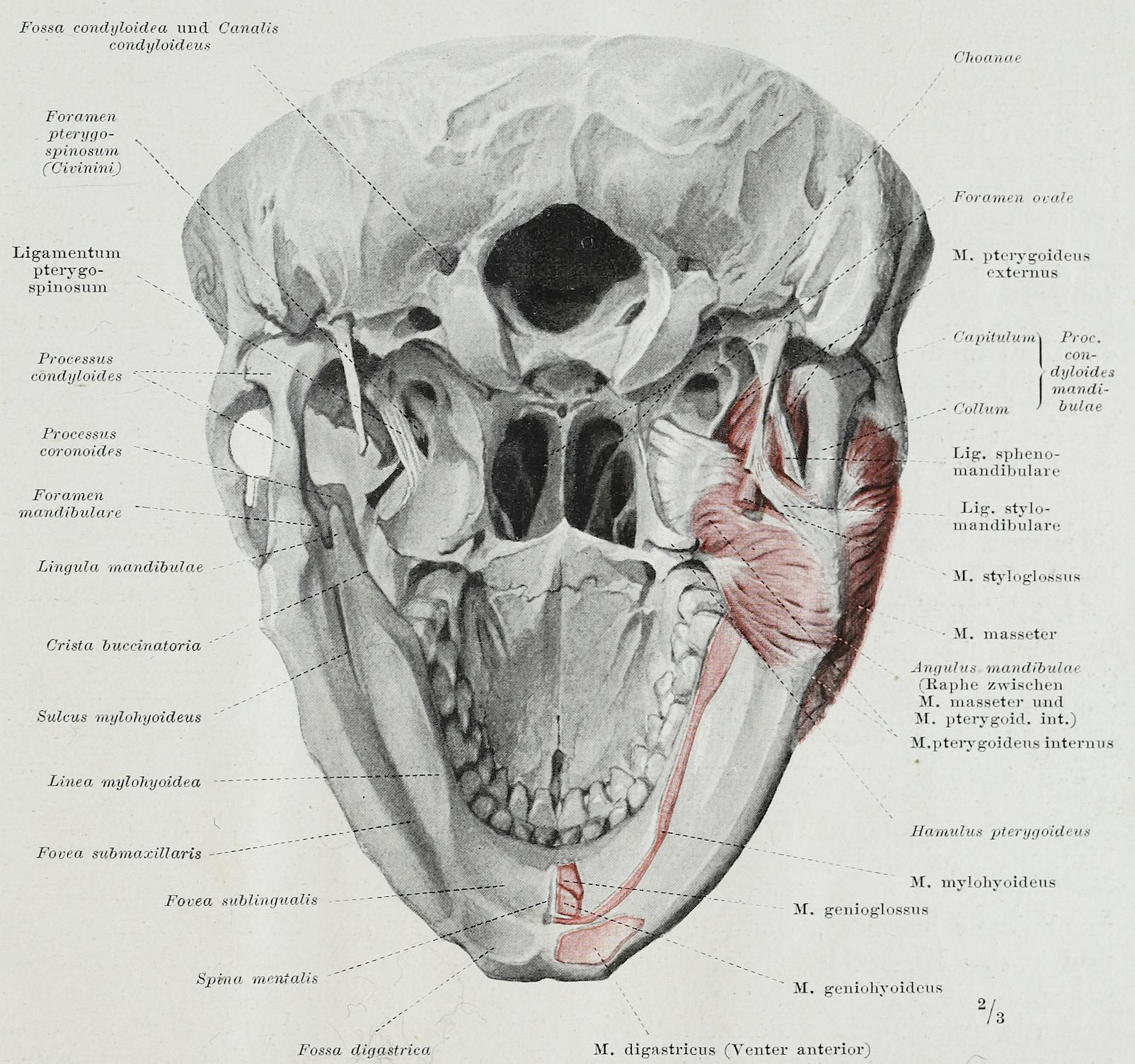
منظر سفلي لمنشأ العضلة الضرسية اللامية.
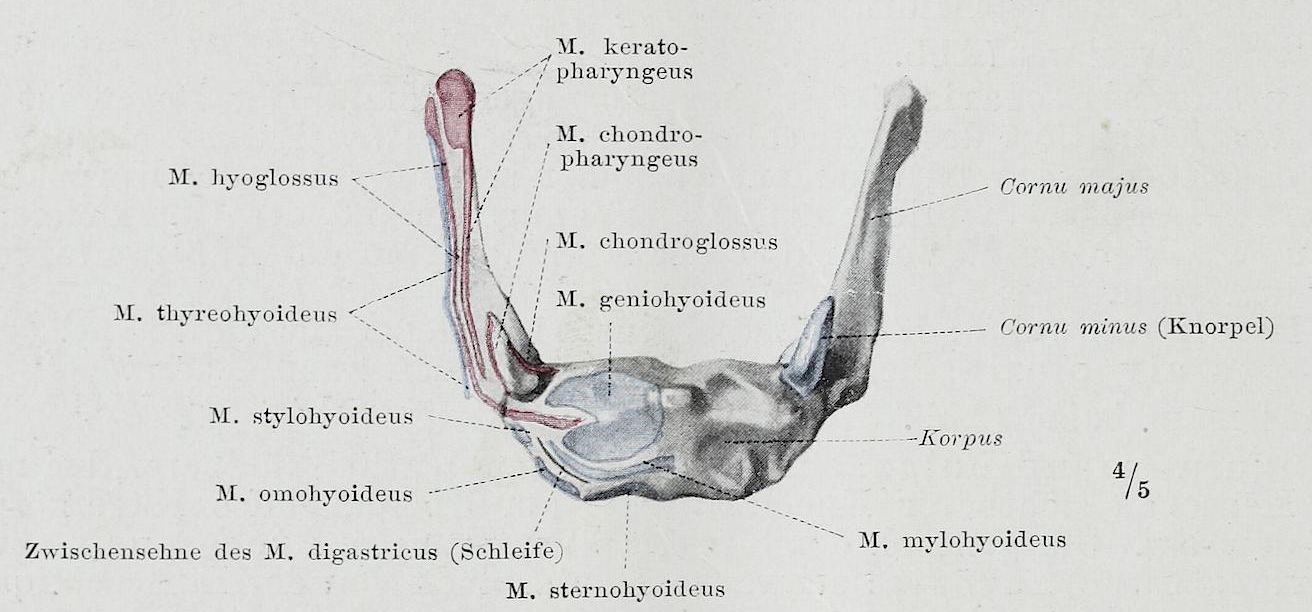
مِغرز العضلة الضرسية اللامية على العظم اللامي.
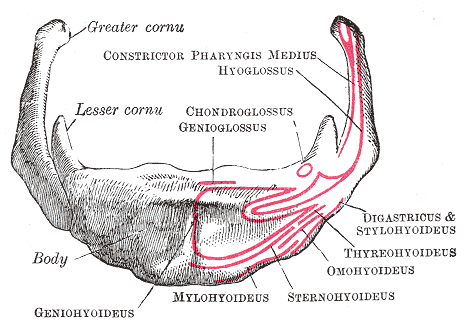
منظرأمامي مكبر للعظم اللامي.
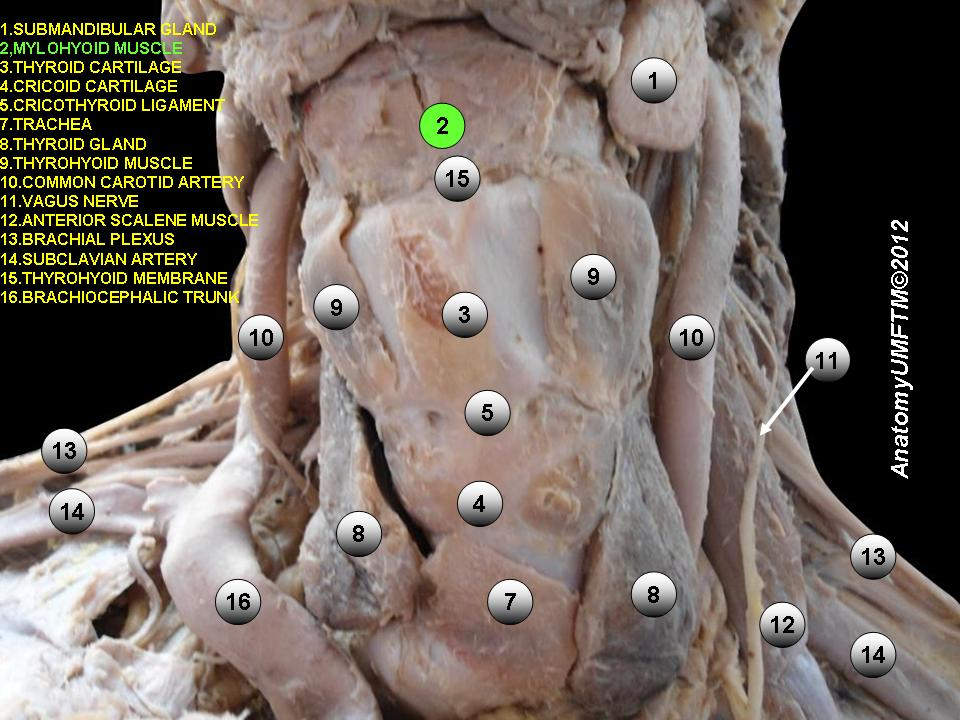
العضلة الضرسية اللامية.

## روابط خارجية
- "Anatomy diagram: 25420.000-1". Roche Lexicon - illustrated navigator. Elsevier. مؤرشف من الأصل في 2014-01-01.